# 荒川豊蔵資料館
荒川豊蔵資料館（あらかわとよぞうしりょうかん）は、岐阜県可児市久々利にある公立博物館。

## 概要
かつては財団法人豊蔵資料館が運営を行っていたが、2013年（平成25年）4月1日に同法人が解散したことに伴い資料館が可児市に寄贈・移管された。その後、改装のため休館していたが同年10月13日にリニューアルオープンし、名称も豊蔵資料館から改められた。
館内には、重要無形文化財保持者（人間国宝）であった荒川豊蔵の収集品と作品を保存、展示している。
博物館法上の博物館（登録博物館）である。

## 展示品
収集品は書画、陶磁器、漆器、木彫、金属器などを展示している。
自作品は陶磁器や書画などである。

## 入場料
- 一般：210円（一般20名以上団体：150円）
- 高校生以下：無料
- 障がい者（手帳提示）の方と付き添いの方1名：無料
- 共通入館券：310円（可児郷土歴史館、戦国山城ミュージアム、荒川豊蔵資料館の3館から2館選択可）

## 開館日時
毎週火〜日曜日と祝祭日。ただし祝祭日の翌日・年末年始は休館。
午前9時30分から午後4時まで。（最終入館：午後3時30分）

## 交通アクセス
- JR太多線「可児駅」または名鉄広見線「新可児駅」からタクシーで約15分。